# كوميكو تاكاهاشي
كوميكو تاكاهاشي (باليابانية: 高橋久美子) هي طبالة وكاتِبة وشاعرة يابانية، ولدت في 10 أبريل 1982 في اليابان.

## وصلات خارجية
- الموقع الرسمي
- كوميكو تاكاهاشي على موقع ميوزك برينز (الإنجليزية)